# Хиллхаус, Арт
Артур Шервуд «Арт» Хиллхаус (англ. Arthur Sherwood "Art" Hillhouse; 12 июня 1916, Ратерфорд, Нью-Джерси — 27 октября 1980, Амилия, Виргиния) — американский профессиональный баскетболист, выступавший в Американской баскетбольной лиге и Баскетбольной ассоциации Америки, за команды «Филадельфия СФХАс», «Филадельфия Уорриорз», «Уилкс-Барре Баронс», «Ланкастер Ред Роузес». Играл на позиции центрового. Арт становился чемпионом БАА в 1947 году в составе команды «Филадельфия Уорриорз».

## Карьера
Учился в университете ЛИУ (Бруклин). Во время Второй мировой войны, с 1943 по 1946 годы, выступал за команду из АБЛ, «Филадельфия СФХАс». Два сезона, с 1946 по 1948 годы, играл за команду «Филадельфия Уорриорз», которая выступала в Баскетбольной ассоциации Америки (БАА). Меньше года (1948) провёл в команде из Американской баскетбольной лиги «Уилкс-Барре Баронс». В этом же году перешёл в команду «Ланкастер Ред Роузес», которая выступала в КБА, а в 1949 году закончил профессиональную карьеру. Всего за карьеру в Баскетбольной ассоциации Америки (БАА) сыграл 71 игру, в которых набрал 418 очков (в среднем 2,9 за игру) и сделал 44 передачи.